# متلازمة معدية جلدية
المتلازمة المعديّة الجلديّة هي حالةٌ جلديةٌ جسديَّة سائدة نادرة، تظهر فيها العديد من النَّمش.